# Karsten Neumann (Politiker)

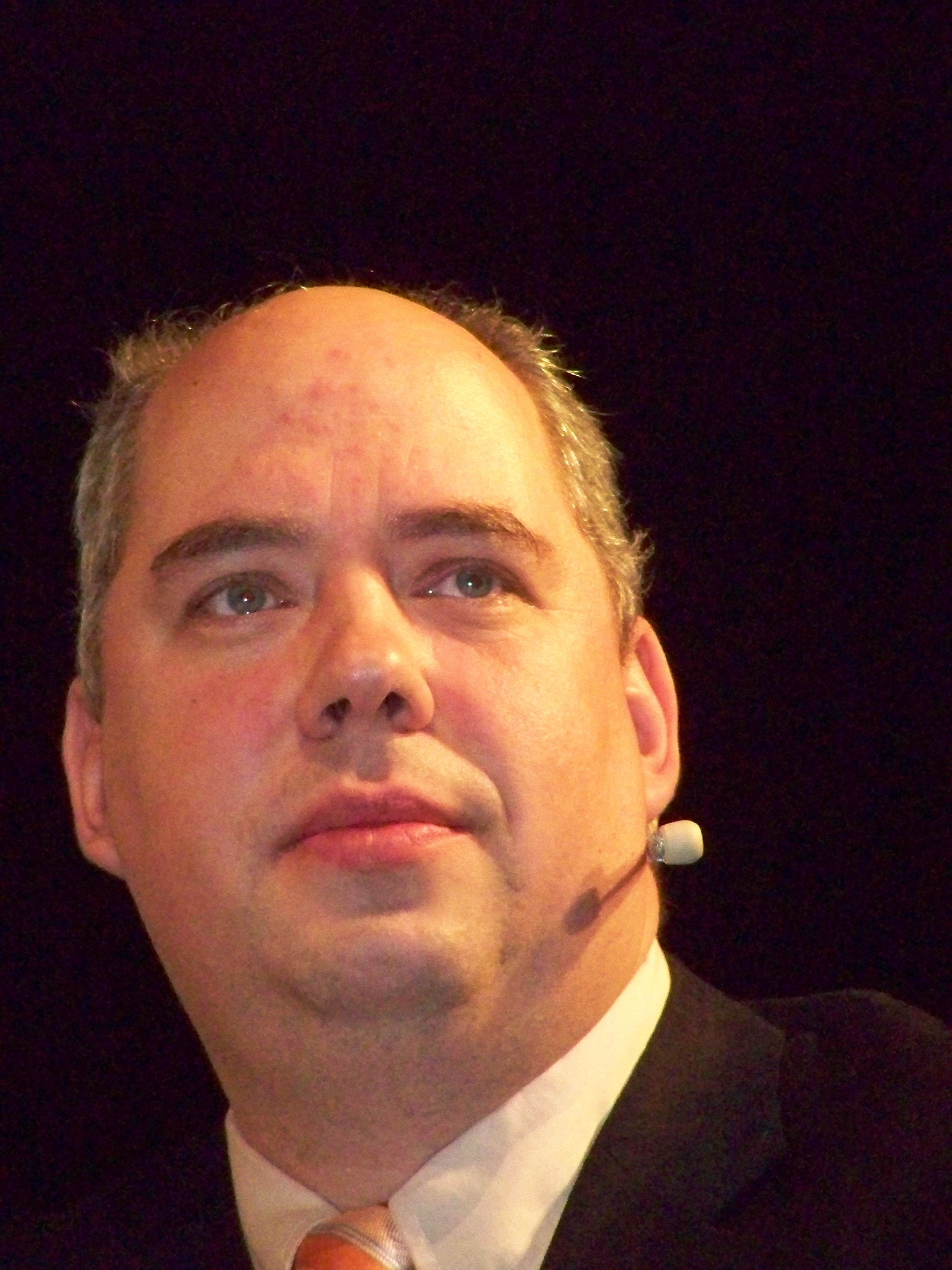
Karsten Neumann (2008)

Karsten Neumann (* 24. Dezember 1966 in Wolgast) ist ein deutscher Politiker (Die Linke). Er war von 2000 bis 2004 für die PDS Abgeordneter im Landtag von Mecklenburg-Vorpommern und von 2004 bis 2010 Landesdatenschutzbeauftragter von Mecklenburg-Vorpommern.

## Leben
Nach seinem Abitur 1985 studierte Neumann an einer Offiziershochschule der Nationalen Volksarmee (NVA) und war danach von September 1989 bis Januar 1990 als Politoffizier tätig. Von 1992 bis 1993 war Neumann arbeitslos und machte eine Fortbildung zum Wirtschaftsjuristen. Von 1994 bis 1998 folgte eine Jura-Studium an der rechts- und staatswissenschaftlichen Fakultät der Ernst-Moritz-Arndt Universität Greifswald. Es folgte eine Referententätigkeit im Ministerium für Gesundheit und Soziales Mecklenburg-Vorpommern. Neumann ist verheiratet.
Seit 2012 ist Neumann als Berater im Datenschutz tätig und ist u.a Datenschutzbeauftragter der Partei Die Linke.

## Politik
Neumann war von 1985 bis 1990 Mitglied der SED. Von Februar 1990 bis 1997 war er Kreisvorsitzender der PDS in Stralsund. Von 1990 bis 2004 gehörte er der Stralsunder Bürgerschaft an. Am 8. Dezember 2000 rückte Neumann für die Abgeordnete Heike Lorenz (SED, PDS, Die Linke) in den Landtag Mecklenburg-Vorpommern nach; bei der Landtagswahl 2002 wurde er über die Landesliste erneut ins Parlament gewählt und schied mit seiner Ernennung zum Landesdatenschutzbeauftragten am 1. Dezember 2004 aus dem Landtag von Mecklenburg-Vorpommern aus. Bei der Wahl des Oberbürgermeisters der Hansestadt Stralsund am 6. Mai 2001 erreichte Neuman im ersten Wahlgang 20,9 Prozent der Stimmen, bei der Stichwahl am 20. Mai 2001 unterlag er Amtsinhaber Harald Lastovka (CDU) mit 40,1 zu 59,9 Prozent der Stimmen. Neumann stellte sich am 18. Mai 2008 erneut der Direktwahl zum Oberbürgermeister in Stralsund und erreichte mit 26,1 % der abgegebenen Stimmen den zweiten Platz. In der Stichwahl am 1. Juni 2008 unterlag er mit 41,7 % Alexander Badrow (CDU).

## Landesdatenschutzbeauftragter Mecklenburg-Vorpommern
Neumann wurde auf Vorschlag der PDS-Landtagsfraktion am 17. November 2004 zum Landesdatenschutzbeauftragten des Landes Mecklenburg-Vorpommern gewählt, am 1. Dezember 2004 ernannt und übte das Amt bis zur Ablösung durch die Wahl von Reinhard Dankert (SPD) am 1. Dezember 2010 aus.